# Space Patrol
Space Patrol (Patrulha do Espaço, em tradução para o português)  é uma série de aventuras infanto-juvenis pioneira de ficção científica, exibida em episódios de programas da década de 1950 da televisão e do rádio estadunidense, além de ter sido adaptada para revistas de história em quadrinhos.
O programa de televisão Space Patrol começou com episódios de 15 minutos em uma emissora local de Los Angeles em 9 de março de 1950. Em 30 de dezembro, o programa foi expandido para meia-hora e entrou para a programação dos sábados da ABC (no canal local, os programas continuaram a durar 15 minutos, transmitidos diariamente, e eram vistos em algumas cidades retransmitidos via kinescópio). Um programa de 1953 de 30 minutos serviu para uma transmissão pioneira experimental em 3D, feita por uma afiliada da ABC (KECA-TV).
Space Patrol foi ao ar continuamente até 2 de julho de 1954; após um curto intervalo, foi relançado em 4 de setembro de 1954, até finalmente terminar em 26 de fevereiro de 1955. No total, a série apresentou 210 programas de meia-hora e perto de 900 de 15 minutos, ao longo de 5 anos.
Alguns episódios de 30 minutos (não todos) podem ser apreciados nas variadas formas de vídeo atualmente disponíveis.

## História

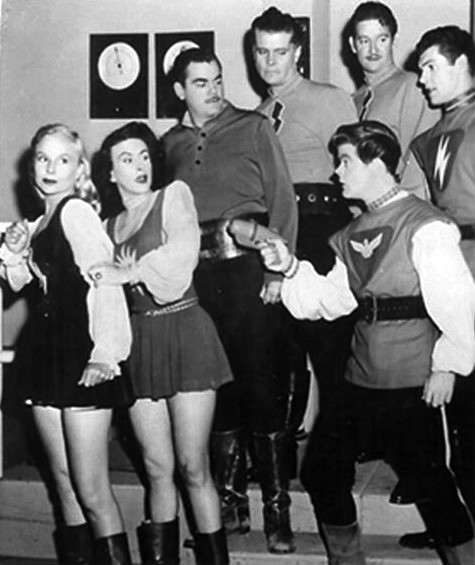
Foto de um programa de 1950

As aventuras eram ambientadas no século XXX e tinham como principal personagem o comandante Buzz Corry (Ed Kemmer) da Patrulha do Espaço dos Planetas Unidos. Seu parceiro era o cadete Happy (Lyn Osborn) e a dupla luta contra vilões interplanetários. Não era surpresa que alguns desses vilões tivessem sotaque russo ou alemão. O comandante Corry e seus aliados usavam diferentes maquinários em suas aventuras, tais como um "espaçofone em minatura" e um "atomoluz." Os episódios tinham títulos inspirados em revistas populares tais como "A revolta dos ratos do Espaço" e "A ameaça do Planeta X". 
Os efeitos especiais eram feitos ao vivo e em tempo real. As pistolas que emitiam raios invisíveis, por exemplo, necessitavam da colocação de pequenas cargas explosivas nas paredes, simulando o impacto dos disparos. 
O programa era dirigido às crianças e em cada episódio era anunciada uma variedade de brinquedos e brindes durante os intervalos comerciais.

## Rádio
O sucesso da TV levou a que o programa fosse adaptado para o rádio americano e sua transmissão durou de 18 de setembro de 1950 a 19 de março de 1955. O mesmo elenco trabalhava em ambos os programas. Os escritores, roteiristas e diretores da TV eram os responsáveis pelas adaptações. Apesar de não haver cruzamentos entre os episódios da TV e rádio, os vilões eram os mesmos (com destaque para o Príncipe Bacarratti).
Apesar de faltar na série a sofisticação dos programas destinados aos adultos (tais como o X Minus One, que mostrava contos de ficção adaptados, principalmente os de Robert A. Heinlein e Ray Bradbury), Space Patrol foi reconhecido como um exemplo da chamada Era de Ouro da Ficção Científica Americana, com aventuras influenciadas pelas populares "óperas espaciais" (space opera) surgidas na década de 1930 com o trabalho pioneiro do editor Hugo Gernsback.

## Quadrinhos
Uma revista de história em quadrinhos (comic book), Space Patrol, teve dois números publicados por Ziff-Davis em 1952. As capas eram de Norman Saunders e Clarence Doore. Bernard Krigstein ilustrou as histórias e o texto é de Phil Evans. Ao contrário de Tom Corbett, Space Cadet, Space Patrol nunca teve uma tira diária ou página dominical de quadrinhos.
Uma série de três revistas Space Patrol foi lançada nos anos de 1990, com o propósito de promover a série de TV, mas os autores admitiram que nunca tinham visto o programa. 

## Programas de rádio
- OTR Network Library: Space Patrol (97 episódios)